# Illegalist
Illegalist, eller sovande agent, är en person som har ett medborgarskap i ett annat land än sitt eget. Illegalisten sköter ett arbete, lever ett till synes vanligt liv och är allmänt aktad i samhället. llegalisten har emellertid i uppdrag, att efter signal från sin uppdragsgivare I sitt egentliga hemland, sabotera på sitt arbete eller på sin hemort eller spionera.